# Волдвік (Нью-Джерсі)
Волдвік (англ. Waldwick) — місто (англ. borough) в США, в окрузі Берген штату Нью-Джерсі. Населення — 10 058 осіб (2020).

## Географія
Волдвік розташований за координатами 41°0′49″ пн. ш. 74°7′33″ зх. д. / 41.01361° пн. ш. 74.12583° зх. д. (41.013615, -74.125919).  За даними Бюро перепису населення США в 2010 році місто мало площу 5,40 км², з яких 5,35 км² — суходіл та 0,05 км² — водойми.

## Демографія
Згідно з переписом 2010 року, у селищі мешкало 9625 осіб у 3420 домогосподарствах у складі 2682 родин. Було 3537 помешкань
Расовий склад населення:
| - 90,6 % — білих - 5,0 % — азіатів - 1,1 % — чорних або афроамериканців - 0,1 % — корінних американців - 1,8 % — осіб інших рас |

До двох чи більше рас належало 1,4 %. Частка іспаномовних становила 8,6 % від усіх жителів.
За віковим діапазоном населення розподілялося таким чином: 25,2 % — особи молодші 18 років, 60,3 % — особи у віці 18—64 років, 14,5 % — особи у віці 65 років та старші. Медіана віку мешканця становила 41,2 року. На 100 осіб жіночої статі у селищі припадало 97,8 чоловіків;  на 100 жінок у віці від 18 років та старших — 93,9 чоловіків також старших 18 років.
Середній дохід на одне домашнє господарство  становив 124 652 долари США (медіана — 108 182), а середній дохід на одну сім'ю — 136 858 доларів (медіана — 121 492). Медіана доходів становила 84 851 долар для чоловіків та 65 583 долари для жінок. За межею бідності перебувало 6,6 % осіб, у тому числі 9,9 % дітей у віці до 18 років та 3,4 % осіб у віці 65 років та старших.
Цивільне працевлаштоване населення становило 5180 осіб. Основні галузі зайнятості: освіта, охорона здоров'я та соціальна допомога — 28,4 %, науковці, спеціалісти, менеджери — 15,9 %, роздрібна торгівля — 11,9 %.